# Projektivní prostor
Projektivní prostor je geometrická a algebraická struktura.
Abstraktně se pro vektorový prostor {\displaystyle V} nad komutativním tělesem {\displaystyle F} definuje projektivní prostor {\displaystyle \mathbb {P} (V)} jako množina všech jeho (neorientovaných) směrů (tj. jednorozměrných vektorových podprostorů):
{\displaystyle \mathbb {P} (V):=\{Fv\,|\,v\in V\backslash \{0\}\}}
resp. ekvivalentně jako množina tříd ekvivalence na množině nenulových vektorů {\displaystyle V\backslash \{0\}}, pokud relaci ekvivalence definujeme jako (lineární závislost vektorů):
{\displaystyle v\simeq w\quad \Leftrightarrow \quad v=aw}
pro nějaké {\displaystyle a\in F}.
Projektivní prostor {\displaystyle n}-rozměrného vektorového prostoru nad tělesem {\displaystyle F} se také někdy značí {\displaystyle \mathbb {FP} ^{n-1}} a jeho dimenze se definuje jako {\displaystyle {n-1}}

## Příklady
Speciálním případem projektivního prostoru je reálná projektivní rovina {\displaystyle \mathbb {RP} ^{2}}, kterou dostaneme volbou {\displaystyle V=\mathbb {R} ^{3}}.
Jednorozměrný komplexní projektivní prostor (komplexní projektivní přímka) {\displaystyle \mathbb {CP} ^{1}} je difeomorfní dvourozměrné sféře. Jedná se dokonce o holomorfní varietu.
Fanova rovina je nejmenší projektivní rovina skládající se ze 7 bodů a 7 přímek, dostaneme ji jako {\displaystyle \mathbb {Z} _{2}\mathbb {P} ^{2}}, kde {\displaystyle \mathbb {Z} _{2}} je dvouprvkové těleso.

## Vlastnosti
Pro reálný resp. komplexní vektorový prostor {\displaystyle V} konečné dimenze má projektivní prostor {\displaystyle \mathbb {P} (V)} přirozenou strukturu hladké variety. Tato varieta je kompaktní.